# Lars Thörn
Lars Einar Vilhelm Thörn (* 26. September 1904 in Eskilstuna; † 9. Oktober 1990 in Stockholm) war ein schwedischer Segler.

## Erfolge
Lars Thörn, der Mitglied im Kungliga Svenska Segelsällskapet war, nahm an zwei Olympischen Spielen in der 5,5-Meter-Klasse teil. Bei den Olympischen Spielen 1956 in Melbourne war er Skipper der Rush V, deren übrige Crew aus Hjalmar Karlsson und Sture Stork bestand. Die drei Schweden gewannen drei der sieben Wettfahrten und wurden mit 5527 Punkten vor dem US-amerikanischen Boot um Robert Perry und dem von Jock Sturrock angeführten australischen Boot Olympiasieger. Seine zweite Olympiateilnahme 1964 in Tokio bestritt er ebenfalls als Skipper des schwedischen Bootes. Während zur Crew erneut Sture Stork gehörte, wurde diese diesmal von Hjalmar Karlssons Sohn Arne Karlsson komplettiert. Mit der Rush VII mussten sich Thörn, Stork und Karlsson nach zwei ersten und vier vierten Plätzen nur der von Bill Northam gesteuerten Barrenjoey aus Australien geschlagen geben und gewannen somit die Silbermedaille vor der US-amerikanischen Bingo von Skipper John McNamara. Bereits 1963 gewann Thörn bei den Weltmeisterschaften in Oyster Bay in der 5,5-Meter-Klasse ebenfalls Silber.